# Korgen, Norge
Korgen är en tätort i Hemnes kommun i Nordland fylke i norra Norge. Orten utgör kommunens centralort.
Tidigare har orten utgjort centralort i dåvarande Korgens kommun.